# Palais Kursaal
 (août 2025).
Si vous disposez d'ouvrages ou d'articles de référence ou si vous connaissez des sites web de qualité traitant du thème abordé ici, merci de compléter l'article en donnant les références utiles à sa vérifiabilité et en les liant à la section « Notes et références ».
 (août 2025).
Le contenu est difficilement compréhensible vu les erreurs de traduction, qui sont peut-être dues à l'utilisation d'un logiciel de traduction automatique.
Le Palais Kursaal ou Palais des Congrès et Auditorium Kursaal est un complexe architectural constitué d'un grand auditorium, une grande salle de chambre, salles polyvalentes et salles d'expositions projeté par Rafael Moneo et situé à Saint-Sébastien (Pays basque, Espagne). Il a été inauguré en 1999, et est, depuis lors, le siège principal du festival international du film de Saint-Sébastien.

## Histoire

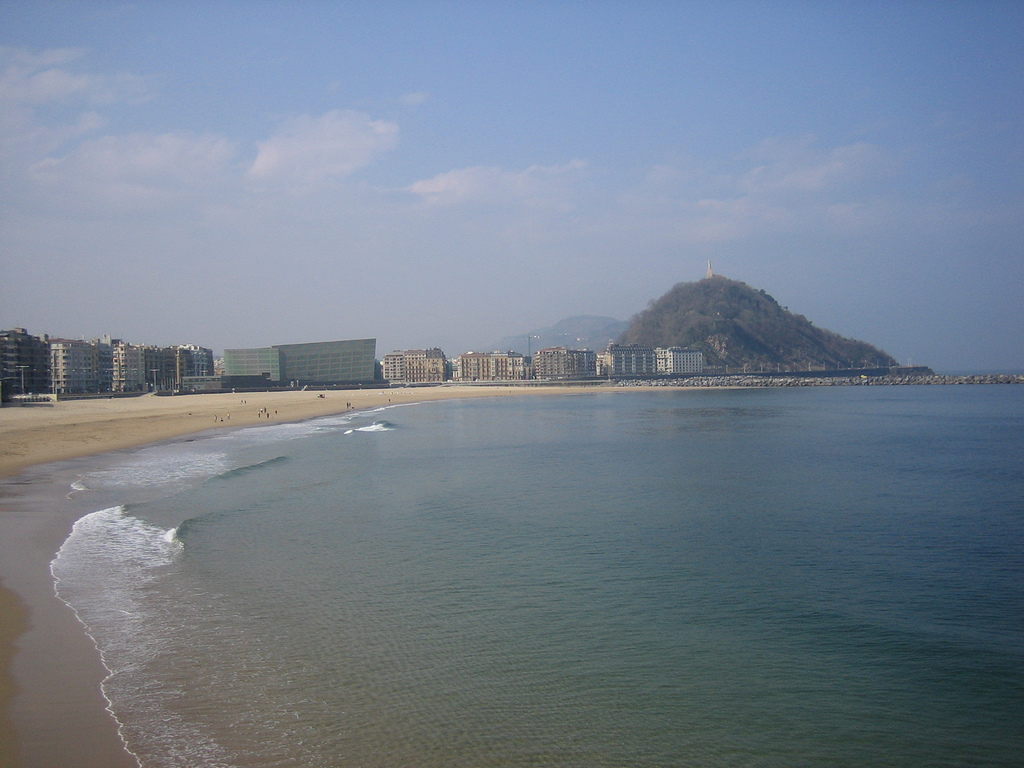
Vue de la plage de Zurriola, avec le Kursaal près de l'embouchure de l'Urumea

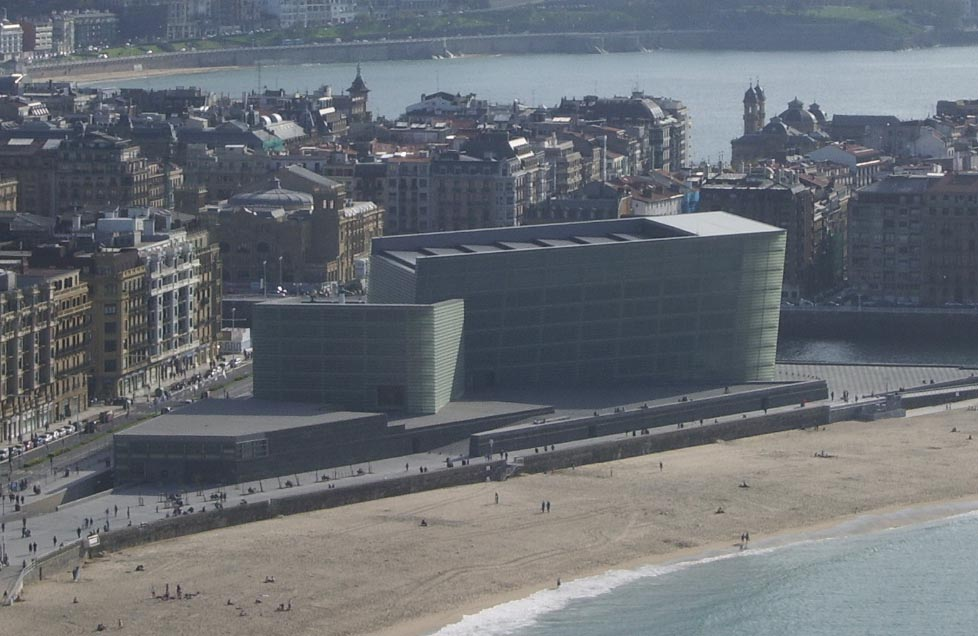
Au centre de l'image, le Palais des Congrès et l'Auditoire Kursaal

## Le nom Kursaal
Le terme Kursaal provient des mots allemands Kur (cure) et Saal (salle, salon) et signifie par conséquent étymologiquement salle de cure. Un Kursaal ou Kurhaus était un élément architectural typique des stations thermales du XIXe siècle d'Europe centrale. Par sa fonction il s'agissait d'un bâtiment polyvalent. Le bâtiment incluait généralement un somptueux hall entrée, salon de danse, salle de théâtres, salles de concerts, salles de jeux et restaurants. Dans les stations thermales le Kursaal était le bâtiment le plus important et représentatif et le centre de la vie sociale. Le nom Kursaal a commencé à être utilisé pour des bâtiments avec des fonctions semblables dans les lieux de vacances de toute la côte européenne, habituellement unis aux casinos de jeux. Le nom Kursaal a été utilisé principalement en Allemagne, en Belgique et les Pays-Bas tandis qu'en France ce type de bâtiments était nommé Casino.

### Le grand Kursaal de Saint-Sébastien
Le Gran Kursaal Marítimo de San Sebastián ou simplement Gran Kursaal a été un palais somptueux inauguré en 1921, dans la tradition des kursaals ou casinos européens. Le palais est situé face à la plage de Gros (plage de Zurriola) et à l'embouchure de la rivière (río) Urumea sur des terres gagnées à la mer. Les promoteurs de la construction ont dû construire entre autres ouvrages un pont pour unir le Kursaal avec le centre de la ville. Ce nouveau pont, pont de la Zurriola, mais populairement connu comme pont du Kursaal s'est transformé officiellement en une des images des plus typiques de la ville par ses réverbères aux corps sphérique et une lanterne supérieure énorme, également sphérique.
Le Gran Kursaal incorporait un casino de jeu, un restaurant, des salles de cinéma et de diverses salles complémentaires, ainsi qu'un théâtre avec une capacité de 859 spectateurs. Le bâtiment a souffert de nombreuses vicissitudes pendant ses 50 années d'histoire, à cause notamment de l'interdiction du jeu pendant de nombreuses années. Pour cette raison, il dût se consacrer à des activités moins lucratives que celles qui avaient été initialement prévues comme le théâtre, le cinéma, etc.
Le bâtiment étant de caractère privé ses propriétaires ont essayé de rentabiliser le lot privilégié où il était placé et dans les années 1960 on a entamé des projets pour démolir le bâtiment et construire un autre bâtiment consacré à d'autres fins bien que le Gran Kursaal soit déjà un des bâtiments les plus emblématiques de la ville.
Un appel d'offres public a été lancé pour ce projet et on a approuvé un premier projet en 1965, mais étant donné la difficulté de construction de ce dernier, il a été rejeté. Un nouveau projet a été présenté en 1972 et a été mené à bien après avoir fermé et démoli le bâtiment. C'était en 1973.

### Situation: solar K
Avec la démolition du Grand Kursaal en 1973, on a libéré un lot que l'on a appelé appeler Solar K. Résultante particulièrement frappante d'absence de tout type de structure architecturale ou d'adéquation d'un espace situé dans un lieu tellement privilégié de la ville pendant plus de 20 ans.

### Projets abandonnés
Après la correction de certains aspects du projet de 1972 qui n'ont pas satisfait les organismes municipaux de Saint-Sébastien, on a commencé la construction du bâtiment en 1975. Toutefois, les travaux ont été paralysées un temps après la construction de l'enceinte périmétrique et des fondations. Pendant ce laps de temps, le lot est passé des mains privées (le Grand Kursaal était aussi privé) à des mains publiques, raison pour laquelle on a constitué un consortium intégré par différentes institutions publiques impliquées dans la construction d'un nouveau bâtiment et le financement de ce dernier.

### Choix définitif

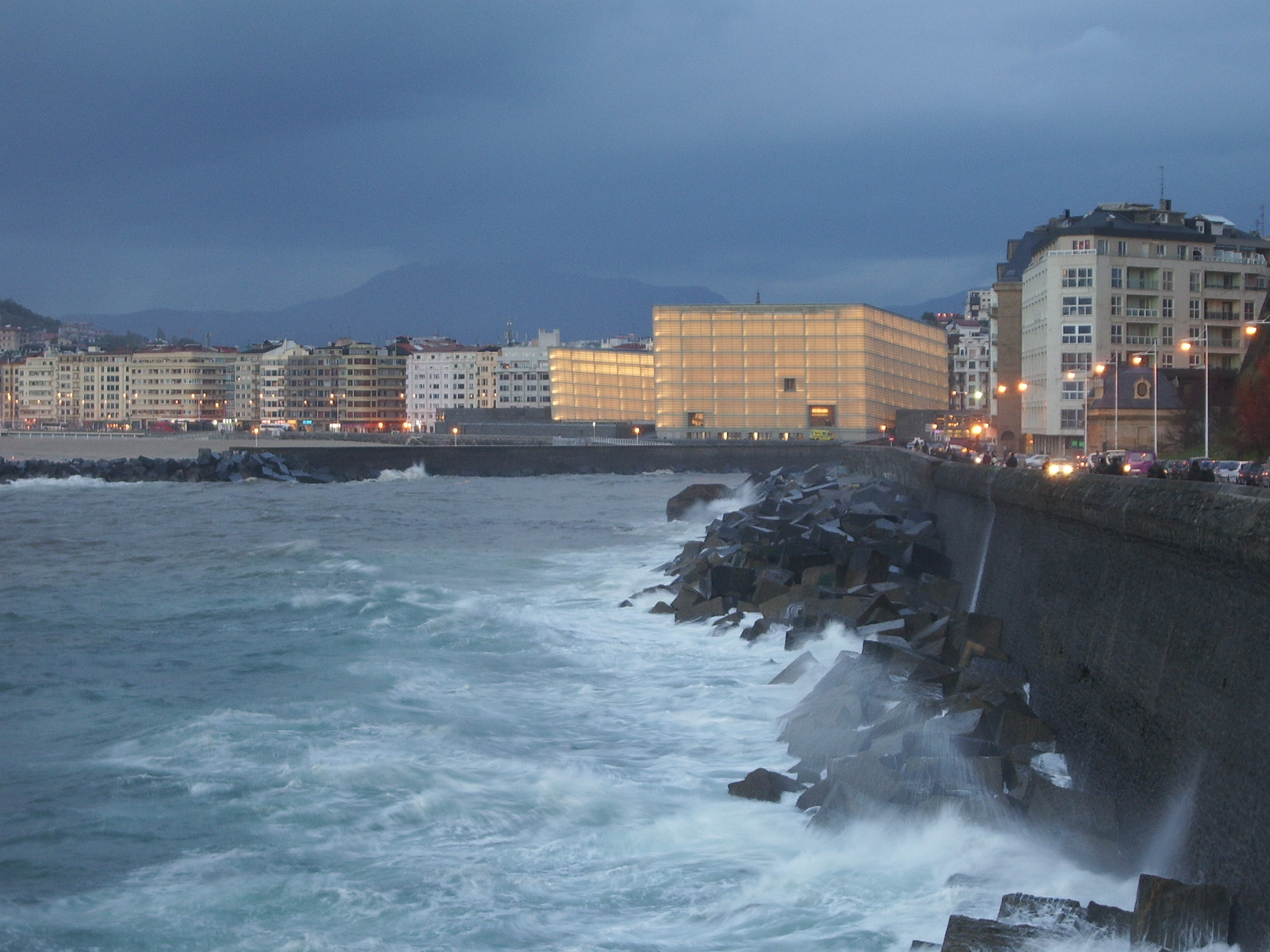
Vue du Kursaal depuis le Paseo Nuevo, sur l'autre rive du río Urumea

Le projet arrêté de 1972, et la mairie de Saint-Sébastien centrée sur la possibilité de construire un grand auditorium dans le Solar K, en 1989 on a convoqué une consultation technique à laquelle ont été invités six architectes de niveau international : Mario Botta, Norman Foster, Arata Isozaki, Rafael Moneo, Juan Navarro Baldeweg et Luis Peña Ganchegi. Des six projets présentés on a choisi celui de l'architecte navarrais Rafael Moneo (dont la devise était « Dos Rocas Varadas ») par « le succès dans la considération du lot K comme un accident géographique dans l'embouchure de la rivière Urumea, par la libération d'espaces publics comme plates-formes ouvertes à la mer et spécialement par la rotondité, gravelosité et originalité de la proposition » comme l'expliquera la résolution du jury. 

### Début et finalisation des travaux
Après avoir rédigé le projet entre 1991 et 1994, en 1995 on a donné l'approbation définitive pour le début des travaux, qui ont démarré en 1996 et qui s'achèveront en 1999. Tout au long de ces travaux certains problèmes de financement se sont produits surtout, devant le refus du Gouvernement basque (qui se chargeait de 16 % du coût du montant) d'étendre les fonds destinés à sa construction. Après avoir résolu ces problèmes, les travaux (avec l'éboulement fortuit d'un escalier intérieur inclus) se sont finalement achevés en 1999.
L'impact initial dans le paysage urbain de Saint-Sébastien, caractérisée par son architecture classique de style français, s'est avéré négatif pour une bonne partie des donostiarrak (gentilé de Saint-Sébastien en basque) : à la pierre sablonneuse typique des bâtiments donostiarrak et à ses styles classiques et ornementés, on opposait un bâtiment aux lignes rectilignes et géométriques construit en verre. L'importance du bâtiment, inauguré le 23 août 1999 avec un concert de l'Orchestre symphonique d'Euskadi et Ainhoa Arteta, a été, de même, éclipsée par la construction parallèle du Musée Guggenheim de Bilbao, dont le coût a été plus de deux fois supérieur à celui du Kursaal. Toutefois, après une période d'adaptation et grâce à l'impact très positif du bâtiment sur l'économie, le tourisme et la vie culturelle de Saint-Sébastien, aujourd'hui la grande majorité des donostiarrak apprécie le bâtiment et approuve pleinement sa construction.

## L'édifice

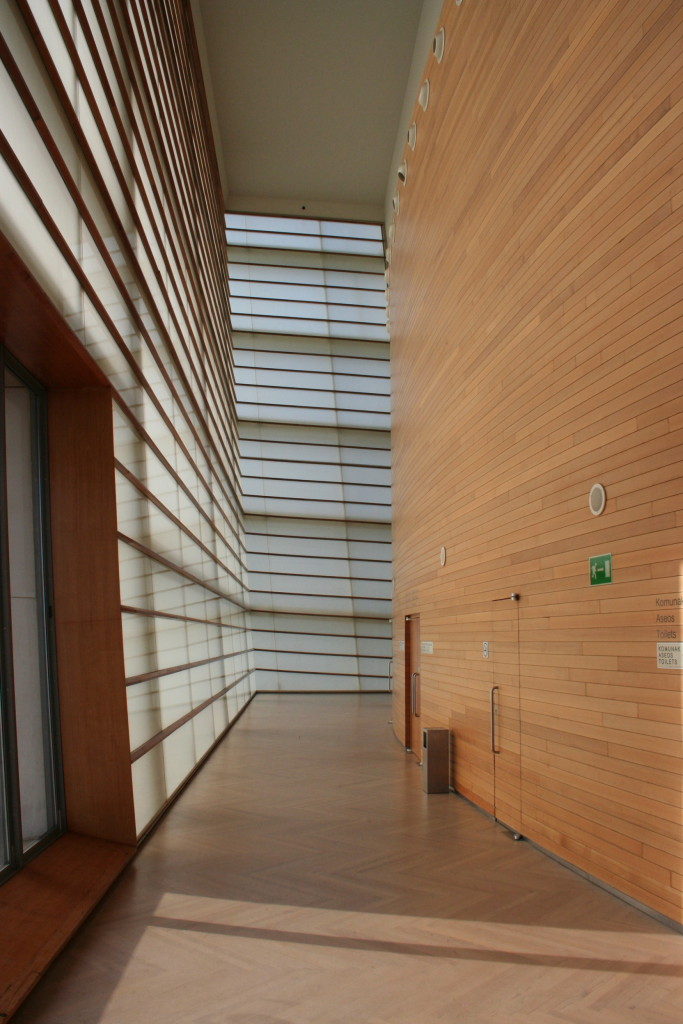
Intérieur de l'Auditorium Kursaal, trou formé par les parois de verre et assemblage de bois

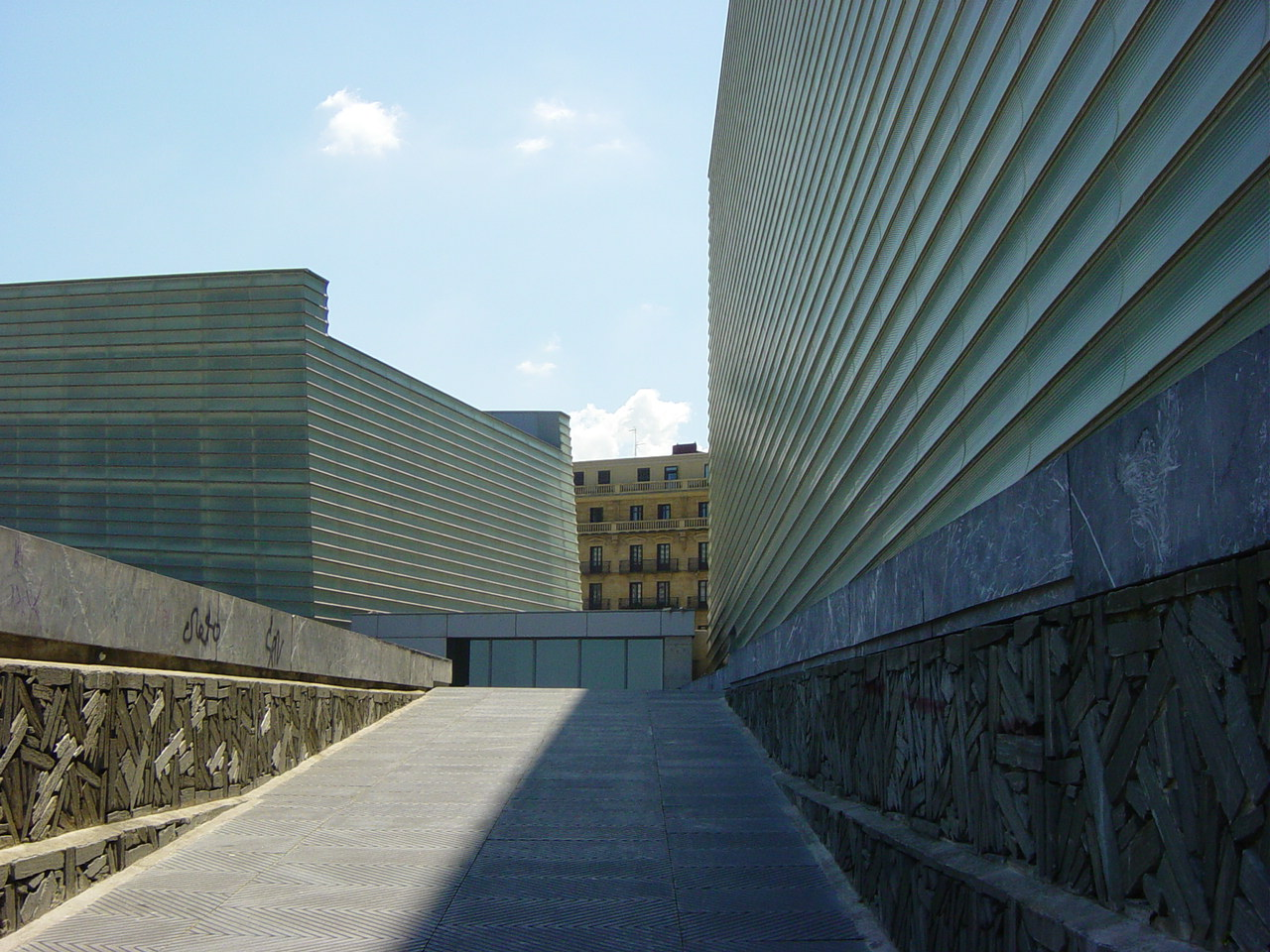
Vue de la terrasse du Kursaal entre le grand cube (droite) et le petit cube (gauche). Le dénivelé entre les deux est compensé par la petite rampe

Il est constitué, principalement, de deux grands volumes prismatiques qui émergent d'une plate-forme. Chaque « cube », comme on les appelle populairement, est formé par un prisme intérieur d'ouvrage fabriqué qui forme intérieurement une salle, enfermées à son tour par une double paroi formée par des panneaux translucides de verre pressé soumis à une structure métallique qui comprend aussi les entrées et les couloirs. Entre ces deux cubes se forme une grande surface ou une terrasse praticable avec des vues vers la mer, tant à la Plage de Zurriola que sur l'embouchure de l'Urumea. Dans cette terrasse, à deux hauteurs différentes (plus haute face au « petit cube »), on organise différents concerts du Festival de Jazz de Saint-Sébastien ainsi que d'autres activités comme une discothèque nocturne pendant les festivités de la Grande Semaine donostiarra.
- Auditorium

Rafael Moneo a reçu l'ordre initial de concevoir un « auditorium », c'est-à-dire une enceinte dont la fonction exclusive était celle de faire valoir des concerts symphoniques ou des spectacles similaires. Pour cela, une machinerie simplifiée était nécessaire ainsi que des réduits "hombros" (épaules en espagnol. Du latin humerus. Dans le théâtre, chacun des deux espaces latéraux de la scène, invisibles pour le public, contigus à la scène visible) et "chácena" (Du catalan. jàssena, jácena). Dans quelques théâtres, vaste espace rectangulaire, dans le centre de la paroi du fonds de la scène sous la chácena qui le soutient, utilisé comme accès postérieur à la scène, comme réservoir de volumes ou comme prolongation de la scène). L'existence de puits orchestral n'était pas non plus nécessaire. Après avoir gagné le concours, Rafael Moneo a reçu l'ordre de transformer l'auditorium en un théâtre avec possibilité d'offrir des opéras. Évidemment, ce concept de salle est très différent de celui initialement prévu, parce que le puits orchestral, la machinerie, les réduits et chácena ont un rôle fondamental. Ces demandes ont souffert dans le projet définitif des limitations propres d'une restructuration de l'idée initiale, de sorte que les possibilités de la salle principale du Kursaal pour offrir de grandes œuvres d'opéra soient très limitées, bien qu'elle puisse faire valoir des représentations de complexité moyenne. La salle a une capacité de 1 800 spectateurs. Elle est située dans le « grand cube », le plus proche de la rivière, et est utilisée pour de grands évènements. Pour des représentations d'opéras, elle possède un puits, qui se forme par une diminution de la partie avant le sol de la rangée de fauteuils (qui peut être transformé en "corbata" (De l'italien corvatta ou crovatta, Croate, cravate, ainsi appelée car portée par les cavaliers croates. Dans le théâtre, il part du proscenio comprise entre le bord de la scène et la ligne où repose généralement le rideau.), ainsi qu'un système de rideaux latéraux qui permettent de modifier les caractéristiques acoustiques de la salle.
- Sale de Cámara

Elle a une capacité de 600 spectateurs et est située dans le « petit cube ». Elle possède une petite machinerie de hauteur limitée, ne permettant pas la dissimulation de décors accrochés à ses barres, rendant impossible les grands changements de décors. Elle possède un élévateur de pianos dans la scène.
- Salles polyvalentes

Il s'agit de salles utilisées pour les concerts, réunions, etc. aux capacités limitées.
- Salles d'expositions

Ce sont des salles utilisées pour des expositions.
- Sale Kubo

Il s'agit d'une salle d'exposition dépendante de la Caisse d'épargne basque (Kutxa en basque, Caja de ahorros en espagnol).
Le bâtiment possède également un restaurant géré par Martín Berasategui, divers petits commerces dans ses sous-sols et parking.